# Les Deux Fridas
 (octobre 2007).
Si vous disposez d'ouvrages ou d'articles de référence ou si vous connaissez des sites web de qualité traitant du thème abordé ici, merci de compléter l'article en donnant les références utiles à sa vérifiabilité et en les liant à la section « Notes et références ».
Les Deux Fridas est une peinture de l'artiste peintre mexicaine Frida Kahlo réalisée en 1939. Elle est exposée au musée d'Art moderne de Mexico.

## Histoire et interprétation
C'est peu de temps après son divorce avec Diego Rivera, en 1939, que Frida Kahlo a accompli cet autoportrait représentant deux personnalités différentes. Le personnage de droite représente la personne qu'aimait Diego Rivera, une « Frida » dans un costume traditionnel mexicain, la robe Tehuana. Dans sa main, elle tient un portrait de Diego Rivera enfant. La « Frida » de gauche est plutôt de type européen dans une robe blanche en dentelle de style victorien, et représente la Frida que Diego n'aimait plus.
Les cœurs des deux femmes se retrouvent exposés, un procédé que Frida Kahlo a souvent employé pour exprimer sa douleur. Le cœur de la Frida « mal aimée » est brisé alors que l'autre est entier. À partir de l'amulette que tient la Frida de droite part un vaisseau sanguin qui relie les cœurs des deux femmes et dont une branche sectionnée a déversé du sang sur la robe blanche de la Frida rejetée. À l'aide d'une pince hémostatique, elle tente d'arrêter l'écoulement du sang, mais il continue à goutter. Le ciel orageux rempli de nuages peut refléter l'agitation intérieure de Frida Kahlo.
Frida entre dans une dépression profonde quand elle apprend que son mari développe une relation charnelle avec sa jeune sœur qu’il utilise comme modèle. De cette union naîtra un enfant. Frida vivra cette relation comme une véritable trahison. « Dans sa désespérance, Frida décide de couper sa longue chevelure noire qu'aimait tant son mari ; elle adopte aussi l'uniforme gris qui contraste avec ses grandes robes fleuries qu'elle arborait jusqu'alors. Elle envoie ses autoportraits à Diego pour lui signaler que désormais elle sera laide à ses yeux. À la même époque, elle peint les deux Fridas ».
En 1947, cette peinture a été achetée par l'Institut national des beaux-arts à Mexico. Le prix d'achat était de 4 000 pesos pour la peinture et de 36 pesos supplémentaires pour le cadre. Une reproduction de cette peinture se trouve dans le musée Frida-Kahlo à Coyoacán.